# Giro d'Italia 1969
Il Giro d'Italia 1969, cinquantaduesima edizione della "Corsa Rosa", si svolse in ventitré tappe dal 16 maggio all'8 giugno 1969, per un percorso totale di 3 851,3 km, impegnativo e ricco di salite. Fu vinto da Felice Gimondi.
Eddy Merckx era in maglia rosa a Savona quando fu escluso dalla gara dopo essere risultato positivo a un controllo anti-doping. La squalifica del belga suscitò polemiche e produsse teorie complottistiche. Il regolamento in quell'anno prevedeva che il corridore squalificato non perdesse i risultati ottenuti in precedenza.
La tappa della Marmolada fu annullata per il maltempo. La settima tappa (da Viterbo a Terracina) fu funestata da un tragico incidente: la tribuna provvisoria montata sul traguardo crollò per il sovraffollamento durante l'arrivo del gruppo di testa, causando la morte di un bambino di 11 anni e 48 feriti (12 ricoverati di cui un paio in condizioni gravi) tra ciclisti e pubblico.

## Tappe

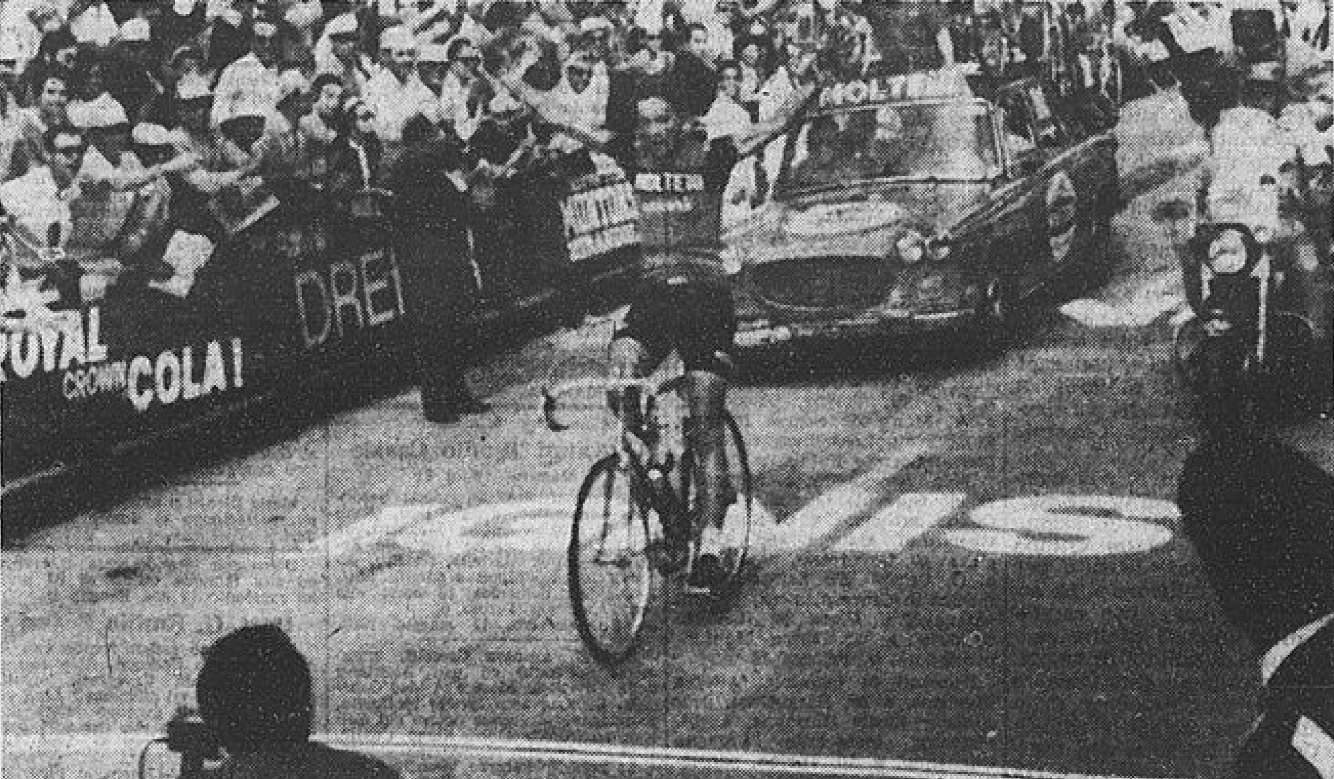
Davide Boifava vince la 2ª tappa a Mirandola

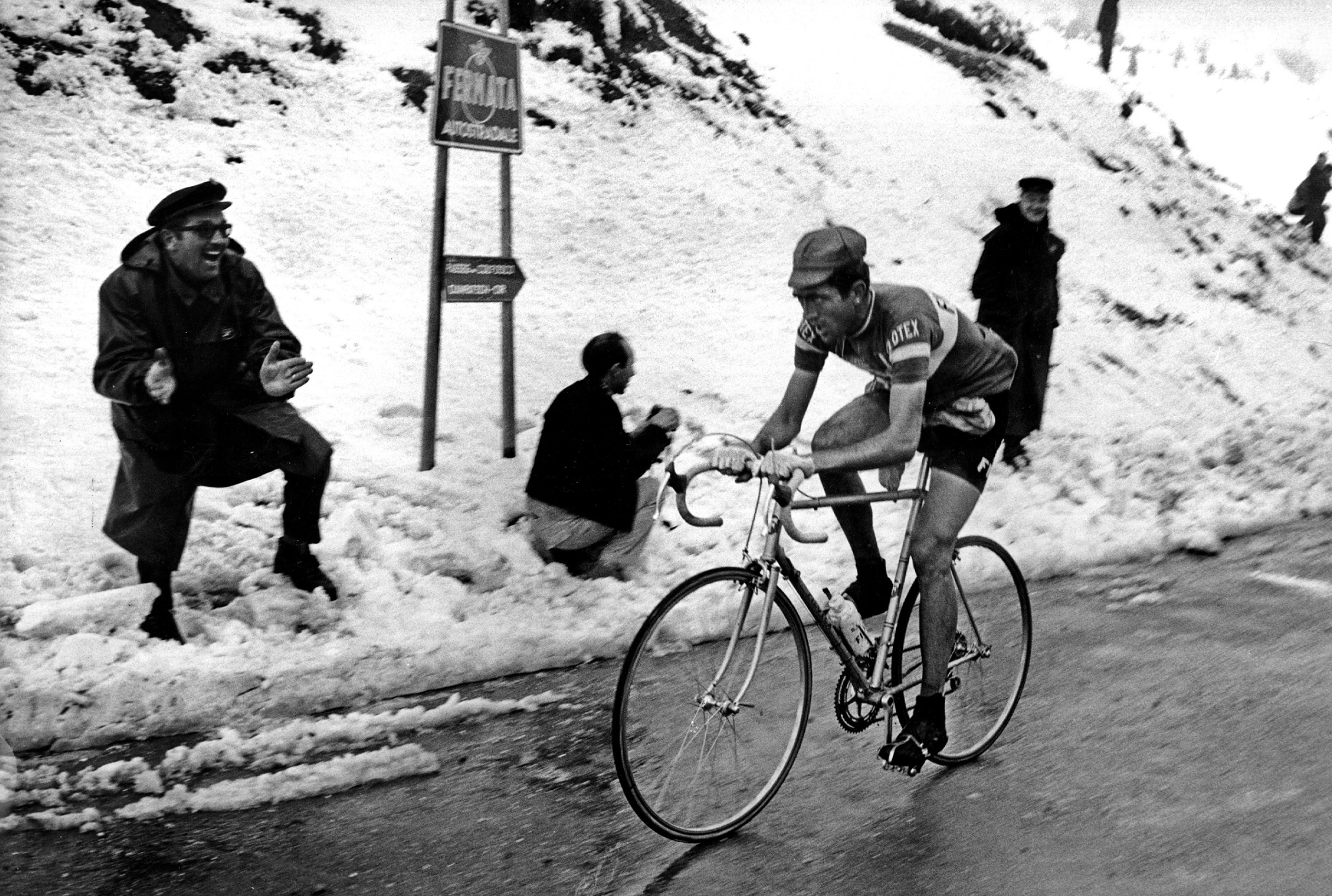
Italo Zilioli verso la Marmolada

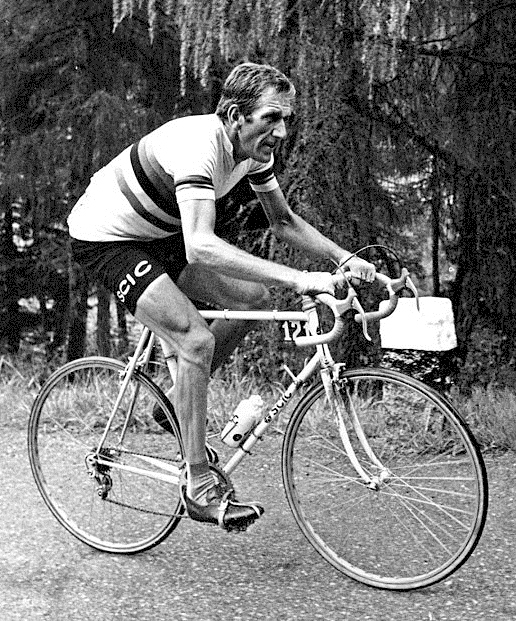
Vittorio Adorni durante la 16ª tappa

| Tappa  | Data      | Percorso                                                  | km    | Vincitore di tappa     | Leader cl. generale |
| ------ | --------- | --------------------------------------------------------- | ----- | ---------------------- | ------------------- |
| 1ª     | 16 maggio | Garda > Brescia                                           | 142   | Giancarlo Polidori     | Giancarlo Polidori  |
| 2ª     | 17 maggio | Brescia > Mirandola                                       | 180   | Davide Boifava         | Davide Boifava      |
| 3ª     | 18 maggio | Mirandola > Montecatini Terme                             | 188   | Eddy Merckx            | Giancarlo Polidori  |
| 4ª     | 19 maggio | Montecatini Terme > Montecatini Terme (cron. individuale) | 21    | Eddy Merckx            | Giancarlo Polidori  |
| 5ª     | 20 maggio | Montecatini Terme > Follonica                             | 194   | Albert Van Vlierberghe | Giancarlo Polidori  |
| 6ª     | 21 maggio | Follonica > Viterbo                                       | 198   | Franco Cortinovis      | Giancarlo Polidori  |
| 7ª     | 22 maggio | Viterbo > Terracina                                       | 206   | Eddy Merckx            | Giancarlo Polidori  |
| 8ª     | 23 maggio | Terracina > Napoli                                        | 133   | Marino Basso           | Giancarlo Polidori  |
| 9ª     | 24 maggio | Napoli > Potenza                                          | 173   | Michele Dancelli       | Eddy Merckx         |
| 10ª    | 25 maggio | Potenza > Campitello Matese                               | 254   | Carlo Chiappano        | Eddy Merckx         |
| 11ª    | 26 maggio | Campobasso > Scanno                                       | 165   | Franco Bitossi         | Eddy Merckx         |
| 12ª    | 27 maggio | Scanno > Silvi Marina                                     | 180   | Ugo Colombo            | Silvano Schiavon    |
| 13ª    | 28 maggio | Silvi Marina > Senigallia                                 | 166   | Marino Basso           | Silvano Schiavon    |
| 14ª    | 29 maggio | Senigallia > San Marino                                   | 185   | Franco Bitossi         | Eddy Merckx         |
| 15ª    | 30 maggio | Cesenatico > San Marino (cron. individuale)               | 49,3  | Eddy Merckx            | Eddy Merckx         |
|        | 31 maggio | giorno di riposo                                          |       |                        |                     |
| 16ª    | 1º giugno | Parma > Savona                                            | 234   | Roberto Ballini        | Eddy Merckx         |
| 17ª    | 2 giugno  | Celle Ligure > Pavia                                      | 182   | Ole Ritter             | Felice Gimondi      |
| 18ª-1ª | 3 giugno  | Pavia > Zingonia                                          | 115   | Marino Basso           | Felice Gimondi      |
| 18ª-2ª | 3 giugno  | Zingonia > San Pellegrino Terme                           | 100   | Marino Basso           | Felice Gimondi      |
| 19ª    | 4 giugno  | San Pellegrino Terme > Folgaria                           | 248   | Italo Zilioli          | Felice Gimondi      |
| 20ª    | 5 giugno  | Trento > Marmolada                                        | 230   | annullata              | Felice Gimondi      |
| 21ª    | 6 giugno  | Rocca Pietore > Cavalese                                  | 131   | Claudio Michelotto     | Felice Gimondi      |
| 22ª    | 7 giugno  | Cavalese > Folgarida                                      | 150   | Vittorio Adorni        | Felice Gimondi      |
| 23ª    | 8 giugno  | Folgarida > Milano                                        | 257   | Attilio Benfatto       | Felice Gimondi      |
| Totale | Totale    | Totale                                                    | 3 923 |                        |                     |

## Squadre e corridori partecipanti
| N.    | Cod. | Squadra        |
| ----- | ---- | -------------- |
| 1-10  | FAE  | Faema          |
| 11-20 | ELI  | Eliolona       |
| 21-30 | FER  | Ferretti       |
| 31-40 | FIL  | Filotex        |
| 41-50 | GBC  | G.B.C.         |
| 51-60 | GER  | Germanvox-Wega |
| 61-70 | GRI  | Gris 2000      |

| N.      | Cod. | Squadra   |
| ------- | ---- | --------- |
| 71-80   | MAX  | Max Meyer |
| 81-90   | MOL  | Molteni   |
| 91-100  | SAG  | Sagit     |
| 101-110 | SAL  | Salvarani |
| 111-120 | SAN  | Sanson    |
| 121-130 | SCI  | Scic      |

## Classifiche finali

### Classifica generale - Maglia rosa
| Pos. | Corridore          | Squadra   | Tempo      |
| ---- | ------------------ | --------- | ---------- |
| 1    | Felice Gimondi     | Salvarani | 106h47'03" |
| 2    | Claudio Michelotto | Max Meyer | a 3'35"    |
| 3    | Italo Zilioli      | Filotex   | a 4'48"    |
| 4    | Silvano Schiavon   | Sanson    | a 7'01"    |
| 5    | Ugo Colombo        | Filotex   | a 11'54"   |
| 6    | Michele Dancelli   | Molteni   | a 14'05"   |
| 7    | Aldo Moser         | GBC       | a 20'05"   |
| 8    | Primo Mori         | Max Meyer | a 20'25"   |
| 9    | Rudi Altig         | Salvarani | a 23'45"   |
| 10   | Franco Bitossi     | Filotex   | a 31'36"   |

### Classifica a punti - Maglia rossa
| Pos. | Corridore        | Squadra | Punti |
| ---- | ---------------- | ------- | ----- |
| 1    | Franco Bitossi   | Filotex | 182   |
| 2    | Marino Basso     | Molteni | 166   |
| 3    | Michele Dancelli | Molteni | 129   |

### Classifica scalatori
| Pos. | Corridore          | Squadra   | Punti |
| ---- | ------------------ | --------- | ----- |
| 1    | Claudio Michelotto | Max Meyer | 330   |
| 2    | Italo Zilioli      | Filotex   | 250   |
| 3    | Felice Gimondi     | Salvarani | 230   |